# Dendrocerus pallipes
Dendrocerus pallipes är en stekelart som först beskrevs av Alan John Harrington 1899.  Dendrocerus pallipes ingår i släktet Dendrocerus och familjen trefåresteklar. Inga underarter finns listade i Catalogue of Life.